# Ergatief
De ergatief is de naamval waar in ergatieve talen - zoals het Baskisch, Georgisch, Groenlands en Sumerisch - het onderwerp van transitieve zinnen in staat. In dit geval is de ergatief meestal voorzien van een suffix als grammaticale markeerder, terwijl de tegenhanger van de ergatief - de absolutief - geen uitgang heeft. In termen van thematische relaties is de ergatief volgens de recent ontwikkelde naamvalstheorie de naamval die de functie van agens uitdrukt. In het Groenlands staat ook bij constructies met het werkwoord "hebben" het onderwerp in de ergatief. 

## Voorbeeld
- Gizona etorri da 'de man is gekomen'
- Gizonak mutila ikusi du 'de man zag de jongen'

In deze twee Baskische zinnen is gizon, "man", het onderwerp. In de eerste zin is gizon het onderwerp bij een intransitief werkwoord: het staat dus in de absolutief, die geen naamvalsuitgang heeft. De enige uitgang is de -a, die de functie van  bepaald lidwoord heeft (de man). In de tweede zin staat een transitief werkwoord en krijgt het onderwerp de ergatiefmarkeerder -k. Het lijdend voorwerp mutila 'de jongen' staat in deze zin in de absolutief.
In dit voorbeeld is het onderwerp een substantief. Is het onderwerp een persoonlijk voornaamwoord, dan gebruikt het transitieve werkwoord in principe een andere reeks voornaamwoorden dan het intransitieve.